# Партнёрский маркетинг
 Партнёрский маркетинг (англ. affiliate marketing) — это один из инструментов интернет-маркетинга. Его можно определить как метод продвижения бизнеса в сети (вебмастерами-партнерами), в котором партнёр получает вознаграждение за каждого посетителя, подписчика, покупателя и/или продажу, осуществленные благодаря его усилиям.
Термином «партнёрский маркетинг» также обозначают целую отрасль, в которой существует ряд специализированных компаний и профессионалов-одиночек, реализующих эту форму интернет-маркетинга во всем её многообразии.
В неё можно также включить партнёрские сети, менеджеров по партнёрским программам и различные типы одиночных партнёров (фрилансеров), которые имеют в своем арсенале множество методов для продвижения товаров и услуг своих рекламодателей.
Партнёрский маркетинг в некоторой степени пересекается с другими приемами интернет-маркетинга, так как партнёры используют те же методы, что и большинство прямых онлайн-продавцов.
Эти методы включают поисковую оптимизацию, e-mail маркетинг, контекстную и баннерную рекламу и т. д.
Партнёрский маркетинг — если подразумевать под этим термином использование сайта для перенаправления трафика на другой сайт — является пасынком online-маркетинга. За счет своей сложности, как метод, он проигрывает в распространенности поисковой оптимизации или e-mail-маркетингу. Успешное участие в партнёрской программе — это весьма трудоемкий процесс, требующий определённых знаний и сил. Однако партнёрство продолжает играть одну из основных ролей в маркетинговых стратегиях интернет торговли. Для многих веб-мастеров партнёрские программы часто становятся пробным шагом к первым заработкам в сети и открывают путь к другим отраслям интернет-маркетинга. Но при этом профессиональных партнёров, для которых участие в ПП становится основным и существенным доходом, немного.
Партнёрский маркетинг, для рекламодателя, является хорошей возможностью автоматизировать маркетинговую кампанию. Рекламодатель получает выход на свою целевую аудиторию, работа с которой лежит на вебмастере. Как правило, партнерские программы предлагают богатый инструментарий для аналитики и трекинга рекламной кампании. Рекламодатель может тестировать различные варианты дизайна, различные типы трафика и способы привлечения целевой аудитории.

## История

### Происхождение
Концепция распределения доходов - уплаты комиссионных за привлеченный бизнес - возникла раньше, чем партнёрский маркетинг и Интернет. Перевод принципов распределения доходов в основную электронную коммерцию произошел в ноябре 1994 года, почти через четыре года после создания Всемирной паутины.
Концепция партнерского маркетинга в Интернете была задумана, реализована и запатентована Уильямом Дж. Тобином, основателем PC Flowers & Gifts. Его компания, запущенная в сети Prodigy в 1989 году, оставалась на службе до 1996 года. К 1993 году PC Flowers & Gifts обеспечивали продажи свыше 6 миллионов долларов в год за услугу Prodigy. В 1998 году компания PC Flowers and Gifts разработала бизнес-модель выплаты комиссионных за продажи сети Prodigy.
В ноябре 1994 года компания CDNow запустила свою программу BuyWeb. У них была идея, что музыкально-ориентированные сайты могут просматривать или перечислять альбомы на своих страницах, которые их посетители хотят купить. На этих веб-сайтах также может быть ссылка, по которой посетители могут напрямую перейти на CDNow для покупки альбомов. Идея дистанционной покупки изначально возникла из разговоров с музыкальным лейблом Geffen Records осенью 1994 года. Руководство Geffen хотело продавать компакт-диски своих артистов прямо со своего веб-сайта, но не хотело реализовывать эту возможность самостоятельно. Они попросили разработать программу, в которой CDNow будет обрабатывать выполнение заказа.
Amazon.com (Amazon) запустил свою партнерскую программу в июле 1996 года: сотрудники Amazon могут размещать на своем сайте баннерные или текстовые ссылки для отдельных книг или ссылаться непосредственно на домашнюю страницу Amazon. Когда посетители кликали на веб-сайте партнера, чтобы перейти на Amazon и купить книгу, он получил комиссию. Amazon был не первым продавцом, предложившим партнерскую программу, но его программа стала первой, получившей широкую известность и послужившей моделью для последующих программ. В феврале 2000 года Amazon объявил о получении патента на компоненты партнерской программы.

### Историческое развитие
Партнерский маркетинг быстро вырос с момента его создания. Веб-сайт электронной коммерции, который в первые дни Интернета рассматривался как маркетинговая игрушка, стал неотъемлемой частью общего бизнес-плана и в некоторых случаях превратился в более крупный, чем существующий оффлайн-бизнес. Согласно одному отчету, общий объем продаж через партнерские сети в 2006 году составил 2,16 млрд фунтов стерлингов только в Великобритании. Исследовательская группа MarketingSherpa подсчитала, что в 2006 году филиалы по всему миру заработали 6,5 млрд. долларов США в виде вознаграждений и комиссионных за счет различных источников в розничной торговле, личных финансах, играх и азартных играх, путешествиях, телекоммуникациях, образовании, издательской деятельности и других типах потенциальных клиентов, помимо контекстной рекламы.
В 2006 году наиболее активными секторами для партнерского маркетинга были азартные игры для взрослых, розничная торговля и услуги по обмену файлами. Вскоре после этих секторов появился партнерский маркетинг для развлечений (в частности, игр) и услуг, связанных с Интернетом (в частности, широкополосного доступа).

### Web 2.0
Веб-сайты и сервисы, основанные на концепциях Web 2.0, например, на блогах и интерактивных онлайн-сообществах, также повлияли на мир партнерского маркетинга. Эти платформы позволяют улучшить связь между торговцами и филиалами. Платформы Web 2.0 также открыли каналы партнерского маркетинга для личных блогеров, писателей и независимых владельцев веб-сайтов. Контекстная реклама позволяет издателям с более низким уровнем интернет-трафика размещать партнерскую рекламу на сайтах.
Форматы новых медиа также разнообразили то, как компании, бренды и рекламные сети предоставляют рекламу посетителям. Например, YouTube позволяет производителям видео вставлять рекламу через партнерскую сеть Google. Новые разработки сделали более трудным процесс заработка для недобросовестных партнеров.

## Методы вознаграждения

### Преобладающие методы вознаграждения
Восемьдесят процентов партнерских программ сегодня используют распределение доходов или оплату за продажу (PPS) в качестве метода вознаграждения, девятнадцать процентов используют цену за действие (CPA), а остальные программы используют другие методы, такие как цена за клик (CPC) или цена за тысячу показов (CPM) или просмотров (CPT), или гибридную модель, которая представляет собой выгодное сочетание CPA и Revshare.

### Остальные методы вознаграждения
На более зрелых рынках менее одного процента традиционных программ партнерского маркетинга сегодня используют цену за клик и цену за тысячу. Однако эти методы компенсации широко используются в медийной и контекстной рекламе.
Стоимость за тысячу показов требует, чтобы издатель разместил рекламу на своем веб-сайте и показал ее посетителям страницы, чтобы получить комиссию. Оплата за клик требует одного дополнительного шага в процессе конверсии для получения дохода для издателя: посетитель должен быть не только осведомлен о рекламе, но также должен щелкнуть по рекламе, чтобы посетить веб-сайт рекламодателя.
Цена за клик была более распространенной в первые дни партнерского маркетинга, но со временем ее использование уменьшилось из-за проблем с мошенничеством с кликами, очень похожих на проблемы с мошенническими кликами, с которыми сегодня сталкиваются современные поисковые системы. Контекстные рекламные программы не учитываются в статистике, относящейся к уменьшенному использованию цены за клик, так как неясно, можно ли контекстную рекламу считать партнерским маркетингом.
Все эти модели уменьшились на зрелых рынках электронной коммерции и онлайн-рекламы. Но всё же они все еще преобладают в некоторых зарождающихся отраслях. Китай является одним из примеров, где партнерский маркетинг явно не похож на ту же модель на Западе. Многие партнеры получают фиксированную плату "Стоимость за день", а некоторые сети предлагают цену за клик или цену за тысячу показов.

### Производительность / партнерский маркетинг
В случае цены за CPM/клик издатель не беспокоится о том, является ли посетитель участником аудитории, которую рекламодатель пытается привлечь и способен ли конвертировать, потому что в этот момент издатель уже заработал свою комиссию. Это оставляет большие риски или даже убытки рекламодателю, если посетитель не может быть преобразован.
Цена за действие/методы продажи требует, чтобы привлеченные посетители делали больше действий, а не просто посещали веб-сайт рекламодателя. В интересах партнера направлять рекламодателю максимально точный трафик, чтобы повысить вероятность конверсии. Риск и убыток распределяются между партнером и рекламодателем.
Партнерский маркетинг также называют «маркетингом эффективности», в связи с тем, как обычно получают вознаграждения сотрудники отдела продаж. Такие работники, как правило, получают комиссионные за каждую продажу, которую они закрывают, и иногда получают вознаграждение за результат за превышение целей. Партнёрские лица не работают рекламодателем для того, чьи продукты или услуги они продвигают, но модели вознаграждения, применяемые для партнёрского маркетинга, очень похожи на те, которые используются для сотрудников отдела внутренних продаж рекламодателей.
Фраза «Филиалы - это расширенный отдел продаж для вашего бизнеса», которая часто используется для объяснения партнёрского маркетинга, не совсем точна. Основное различие между ними заключается в том, что партнёрские маркетологи практически не влияют на возможную перспективу в процессе конверсии, если эта перспектива направлена на сайт рекламодателя. Однако отдел продаж рекламодателя имеет контроль и влияние вплоть до момента, когда потенциальный клиент либо а) подписывает контракт, либо б) завершает покупку.

## Многоуровневые программы
Некоторые рекламодатели предлагают многоуровневые программы, которые распределяют комиссионные в иерархическую реферальную сеть подписчиков и субпартнеров. На практике издатель «А» подписывается на программу с рекламодателем и получает вознаграждение за согласованную деятельность, проводимую приглашенным посетителем. Если издатель «A» привлекает издателей «B» и «C» для подписки на ту же программу, используя свой код регистрации, все будущие действия, выполняемые издателями «B» и «C», повлекут за собой дополнительную комиссию (по более низкой цене) для издательства "А".
Двухуровневые программы существуют в меньшинстве партнерских программ; большинство из них просто одноуровневые. Реферальные программы, выходящие за рамки двухуровневой, напоминают сетевой маркетинг, но отличаются друг от друга: ассоциации сетевого маркетинга, как правило, имеют более сложные комиссионные требования / квалификации, чем стандартные партнерские программы.

## С точки зрения рекламодателя

### Преимущества для торговцев
Для продаж предпочитают партнерский маркетинг, потому что в большинстве случаев он использует модель «оплата за эффективность», что означает, что продавец не несет маркетинговых расходов, пока не будут получены результаты (исключая любые начальные затраты на установку).

### Варианты реализации
Некоторые продавцы запускают свои собственные партнерские программы, используя специальное программное обеспечение, в то время как другие используют сторонних посредников для отслеживания трафика или продаж, которые рекомендуются филиалами. Существует два разных типа методов управления партнерскими программами, которые используются торговцами: автономное программное обеспечение или размещенные службы, обычно называемые партнерскими сетями. Выплаты партнерам или издателям могут производиться сетями от имени продавца, сетью, консолидированными по всем продавцам, с которыми издатель имеет отношения и которые получают комиссионные, или непосредственно самим продавцом.

### Партнерский менеджмент и аутсорсинг управления программами
Неконтролируемые партнерские программы помогают мошенническим партнерам, которые используют спам, нарушение прав на товарные знаки, ложную рекламу, заполнение cookie-файлов, опечатывание, и другие неэтичные методы, которые дали партнёрскому маркетингу негативную репутацию.

Некоторые продавцы используют сторонние (партнёрские) компании по управлению программами, которые сами часто управляются партнёрскими менеджерами и менеджерами сетевых программ. Такие компании осуществляют управление партнерской программой для продавцов как услугу, аналогично роли, которую рекламные агентства выполняют в оффлайн-маркетинге.